# Mistrzostwa Polski Par Klubowych na Żużlu 1999
Mistrzostwa Polski Par Klubowych na Żużlu 1999 – zawody żużlowe, mające na celu wyłonienie medalistów mistrzostw Polski par klubowych w sezonie 1999. Rozegrano trzy turnieje eliminacyjne oraz finał, w którym zwyciężyli zawodnicy Polonii Bydgoszcz.

## Finał
- Bydgoszcz, 18 czerwca 1999
- Sędzia: Roman Siwiak

| Miejsce | Kluby                         | Suma | Zawodnicy                                            | Punkty                                           |
| ------- | ----------------------------- | ---- | ---------------------------------------------------- | ------------------------------------------------ |
| złoto   | Polonia Jutrzenka Bydgoszcz   | 29   | Tomasz Gollob Piotr Protasiewicz Przemysław Tajchert | 16 (3,3,2,2,3,3) 13 (2,2,3,3,1,2) ns             |
| srebro  | Unia Leszno                   | 22   | Roman Jankowski Adam Skórnicki Damian Baliński       | 13 (3,3,3,1,3,0) 9 (2,1,1,2,2,1) ns              |
| brąz    | Atlas Wrocław                 | 19   | Adam Łabędzki Jacek Krzyżaniak Dariusz Śledź         | 4 (d,1,2,1,–,–) 10 (1,d,3,3,2,1) 5 (–,–,–,–,3,2) |
| 4       | ZKŻ Polmos Zielona Góra       | 15   | Andrzej Huszcza Grzegorz Kłopot Grzegorz Walasek     | 9 (1,1,2,0,2,3) 0 (0,–,u,–,–,–) 6 (–,0,–,3,3,0)  |
| 5       | Włókniarz Malma Częstochowa   | 15   | Sławomir Drabik Mariusz Staszewski Artur Pietrzyk    | 12 (3,2,3,2,0,2) 1 (1,0,–,–,–,0) 2 (–,–,1,0,1,–) |
| 6       | Lotos Wybrzeże Gdańsk         | 14   | Sebastian Ułamek Adam Fajfer Krzysztof Pecyna        | 5 (d,2,1,2,u,–) 5 (2,3,0,–,–,d) 4 (–,–,–,0,1,3)  |
| 7       | Kuntersztyn Roleski Grudziądz | 12   | Jacek Rempała Robert Dados Jarosław Szymkowiak       | 7 (1,2,1,1,–,2) 4 (3,d,0,d,1,–) 1 (–,–,–,–,0,1)  |